# Castello del Belvédère
Il castello del Belvédère (in francese château du Belvédère) è un castello reale del Belgio, situato a Laeken, nel comune di Bruxelles.

## Storia
Il castello fu costruito nel 1788 per Édouard de Walckiers, ricevitore generale e consigliere delle Finanze dei Paesi Bassi austriaci, dall'architetto Antoine Payen il Vecchio, che si ispirò alla Villa Capra di Vicenza, opera di Andrea Palladio.
In origine, era solo un padiglione di campagna con una grande rotonda.
Vivendo in esilio a Parigi, Edouard de Walckiers si trovò invischiato nel fallimento della rivoluzione brabantina (1789) che aveva finanziato invano e morì in rovina.
La sua dimora di Laeken, dal classicismo raffinato, fu venduta dai suoi eredi a Jean-Baptiste Cartinel. Quest'ultimo, ambizioso, ampliò la proprietà a 8 ettari e la soprannominò, da allora, "la piccola Laeken".
Alla sua morte, nel 1854, la proprietà fu acquistata da François-Philippe de Haussy (1789-1869), avvocato e uomo d'affari della Provincia di Hainaut, che partecipò alla realizzazione di fabbriche operanti nel settore della metallurgia, del vetro e della ceramica.
Quando stava per essere nominato primo governatore della Banca nazionale del Belgio, grazie al sostegno del suo amico Walthère Frère-Orban (1850), abbandonò i suoi incarichi politici di senatore e ministro della Giustizia per dedicarsi esclusivamente a questo incarico che portò avanti con talento fino alla sua morte.
Firmava di propria mano i biglietti di banca messi in circolazione dall'istituto che dirigeva quando non erano ancora riconosciuti come titolo di pagamento legale.
Il nuovo proprietario del castello, ben munito di risorse economiche, ingrandì il retro della villa e aggiunse delle dipendenze e un belvedere a cupola, da cui deriva il nome attuale del castello.

### Inserimento nel patrimonio reale belga

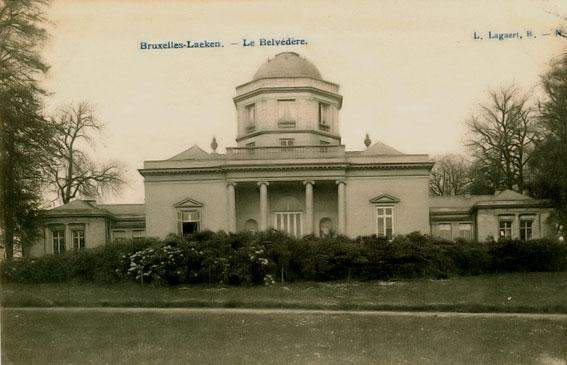
Castello del Belvédère verso il 1900

Il 29 ottobre 1867, al termine di lunghi negoziati svolti sempre con gran cortesia, la proprietà fu acquistata per 500 000 Franchi d'oro da Leopoldo II.
Mentre il re, in un primo momento, aveva pensato di installare la sorella, l'imperatrice Carlotta, durante la stagione invernale, de Haussy vi poté rimanere fino alla sua morte.
Poco tempo dopo, Leopoldo II del Belgio, che non intravedeva utilizzi particolari per questa proprietà, accettò di ridurne l'ampiezza a vantaggio del parco reale di Laeken.
Durante il restauro del castello di Laeken, a seguito di un importante incendio avvenuto nel 1890, i sovrani risiedettero nel castello del Belvédère.
Il Belvédère divenne proprietà della Donation royale nel 1903.
Al principio del XX secolo, il Belvédère fu abitato dalla principessa Clementina (figlia cadetta di Leopoldo II e di Maria Enrichetta) prima del suo matrimonio con il principe Napoleone Vittorio Bonaparte.
In occasione dell'Esposizione universale del 1958, fu luogo di ricevimento per il commissario generale, il barone Moens de Fernig, e ospitò l'amministrazione responsabile dell'organizzazione dell'evento.
Il castello del Belvédère divenne la residenza principale del principe Alberto e della principessa Paola nel 1959, quando questi si sposarono. Nel castello nacquero i loro tre figli: il principe Filippo nel 1960 (divenuto re nel 2013), la principessa Astrid nel 1962 e il principe Laurent nel 1963.
Grazie al gusto impeccabile della regina Paola, la dimora è apprezzata per la sua eleganza e la sua raffinatezza.
I giardini beneficiano della sua continua attenzione.
Al momento dell'ascesa al trono nel 1993, il re Alberto II e la regina Paola espressero il desiderio di non lasciare il castello del Belvédère, dove risiedevano da oltre trent'anni. Essi organizzano i loro ricevimenti ufficiali al Palazzo reale di Bruxelles e al Castello di Laeken.